# 屏东木姜子
屏东木薑子（学名：Litsea akoensis）为樟科木薑子属下的一个种。

## 扩展阅读
- 維基物種上的相關：屏东木姜子